# Leptotarsus (Longurio) piger
Leptotarsus (Longurio) piger is een tweevleugelige uit de familie langpootmuggen (Tipulidae). De soort komt voor in het Afrotropisch gebied.